# Matronae Grusduahenae
Die Matronae Grusduahenae sind Matronen, die einzig aus einer Votivinschrift aus Alt-Inden, Kreis Düren am Niederrhein aus der Zeit des 2. und 3. Jahrhunderts überliefert sind.

## Auffindung und Inschrift
Im Vorlauf der Erschließung des Tagebau Inden für den Abbau von Braunkohle wurden ab 2004 im Bereich des (heute abgebaggerten) Altortes Inden archäologische Grabungen durch die Bodendenkmalpflege des Landschaftsverband Rheinland durchgeführt. Im Planum eines größeren merowingerzeitlichen, fränkischen Reihengräberfeldes wurde der Votivstein aus Sandstein als Verbauung in einem Grab gefunden. Vermutlich stammt der Stein ursprünglich aus einem unweit gelegenen Matronenheiligtum beim Indener Ortsteil Geuenich. Der Stein befindet sich heute im Depot des LVR-Amt für Bodendenkmalpflege im Rheinland.

Von dem Votivstein ist der untere Teil mit der Inschriftentafel mit den Maßen 69 × 59 × 16 cm erhalten. Das Inschriftenfeld in Kapitalschrift ist in vier Zeilen gegliedert, wobei in der vierten Zeile deutliche Störungen des Schriftbilds durch Abrieb („Verschmierungen“ siehe Nedoma) bei den Buchstaben V, L und M gegeben sind. Bezüglich weiterer (punktueller) Störungen wie zwischen den Buchstaben S und D der ersten Zeile stellen nach Nedoma keine Worttrenner dar (siehe Lesart L’Année épigraphique; anders Epigraphische Datenbank Heidelberg). 

„Grusduahenis / C(aius) Iulius Primus / et C(aius) Iulius Nigrinus / ex imp(erio) ips(arum) s(olverunt) l(ibentes) m(erito)“

„Den [Matronen] Grusduahenae haben Gaius Julius Primus und Gaius Julius Nigrinus auf deren Geheiß das Gelübde bereitwillig und nach Gebühr eingelöst.“

 Die Inschrift ist gekennzeichnet durch eine übliche Formel des niederrheinischen Katalogs der Votivinschriften (nicht nur im Kontext der Matronenverehrung) und zählt durch die Formel ex imperio („auf Geheiß, Anweisung der Matronen“) zur Gruppe der „Offenbarungs-Inschriften“. Neben den auffälligen Beinamen ist der Name des Stifters Gaius Iulius Primus von Bedeutung. Denn ein Gaius Iulius Primus ist mit identischer Formel auch als Dedikant für die Matronae Hamavehae aus Inden-Altdorf belegt. Durch den lokalen Bezug kann es sich um dieselbe Person handeln, wobei dieser Namenszug aus weiteren Inschriften der römischen Rheinprovinzen bekannt ist.

## Beiname
In der Erstpublikation durch Beyer/Pfäffgen wurde der Beiname in der ersten Zeile als GRVS DVAHENIS i. e. Grus Duahenis gelesen: „dem Kranich (lat. Grus) den duahenischen Matronen“, oder Hartmut Galsterer/Stephan Meusel (R.I.D.24): „Die Kraniche für die duahenischen (Matronen) stifteten Caius Iulius Primus …“. Robert Nedoma kritisiert beide Lesungen in sich als formal problematisch, grammatisch korrekt wäre bei der Lesung durch Beyer/Pfäffgen ein Dativ Singular lat. grui oder Dativ Plural gruibus der dritten lateinischen Deklination vorauszusetzen. Bei der Lesung durch Galsterer/Meusel ist der Nominativ Plural grues zu erwarten. Des Weiteren merkt er an, dass Kraniche weder als Votivobjekte noch als Votivgaben in Begleitung von Matronen belegbar sind. Daher fügt er als weiteres Argument gegen die bisherige Lesarten an, dass ein Beiname Duahenae sprachlich nicht befriedigend, schwer zu deuten sei. Andreas Kakoschke unterstützt Nedomas korrekte Lesung und vergleicht mit einer Sequenz |curia(lis) gru(e)s duas| einer anderen Inschrift deren Lesung ebenfalls bisher unbefriedigend, beziehungsweise problematisch war.
Als Lösung schlägt Nedoma deshalb vor, beide bisher getrennte Elemente als einheitliches Wort zusammenzuziehen (GRVSDVAHENIS), um dadurch eine Grundlage zu schaffen, den Namen sicherer aus dem Germanischen zu deuten. Er zeigt auf, dass bei einer Abtrennung des inschriftlichen lateinischen Flexivums -IS das häufig belegte Beinamen-Suffixkonglomerat -(A)HEN- erkennbar ist, das im Katalog mit der Form -(A)NEH- präsent ist, beziehungsweise bei Mehrfachbelegen „konkurriert“. Als Beispiel führt er unter anderem die Matronae Veteranehae an, die die beiden Elemente zeigt: Veter-ahen-ae, Veter-aneh-ae. Als Wortstamm stellt sich die Suffixbildung GRVSDUA- (GRVS-DVA-). Das Glied Grus gehört etymologisch zu den mittelniederländischen n. gruus für „grober Sand, Kies, Grieß“, dem mittelniederdeutschen n. grūs für „zerkleinerte Rückstände, Ziegelbrocken, Splitt, Schutt, zerstoßene Pflanze“. Belege aus dem friesischen Sprachkontinuum schließen sich in Lautung und Bedeutung den niederländischen und niederdeutschen Belegen an (westfriesisch n. grús, ostfriesisch n. grûs für „zerkleinertes, Kleinzeug u. a.“, nordfriesisch n. grüs für „grober Sand, Kies, Schutt“). Aus den nordgermanischen Sprachen liegen dänisch/schwedisch n. grus und norwegisch m./n. grus für „grober Sand, Kies, Splitt, Schutt, Grieß“ vor, die möglicherweise aus dem Mittelniederdeutschen entlehnt wurden. Für die kontinentalgermanischen Belege lässt sich die westgermanische Form *grusa- rekonstruieren aus urgermanischen *grūssa- aus indogermanisch *ghruHdt-to-. In -DVA- liegt das germanische Suffix n. *-þwa- oder *-dwa- vor, mit dem unter anderem Verbalnomina gebildet werden wie gotisch f. Plural saliþwos für „Herberge“ und althochdeutsch f. selida, altsächsisch f. seliða für „Wohnung, Unterkunft, Herberge, Haus, Hütte“ aus urgermanisch *sali-þwõ. Daher stellt Nedoma eine westgermanische Form des *Grūs-twa her, die in Relation zum inschriftlichen Befund zwei grammatische Auffälligkeiten zeigt. Zum einen fehlt bei GRVS-DVA der Bindevokal (aus angenommener Primärbidung) und zum anderen, dass *(Grus)-twa inschriftlich -DVA- unverschoben wiedergegeben ist. In der Summe stellt sich die Bedeutung *grūs-twa- als „Zerbröckelheit“, kiesiger Ort, Schotterplatz, Geröllgelände dar. Nedoma vergleicht Grusduahenae morphologisch-semantisch mit der Matronae Turstuahenae (ebenfalls von einem Ortsnamen abgeleitet *þurs-twa „trockene Stelle, dürrer Boden“). Der Beiname der Grusduahenae fügt sich zur Gruppe der zahlreichen weiteren Matronenbeinamen mit Ortsnamenbezug, beziehungsweise mit Ableitung davon.
Nedoma deutet den Beinamen von einem Ortsnamen ausgehend als die Matronen, die „zu einem kiesigen Ort, einem Schotterplatz, Geröllgelände gehören.“